# 武家沟镇
武家沟镇，是中华人民共和国河北省张家口涿鹿县下辖的一个乡镇级行政单位。

## 行政区划
武家沟镇下辖以下地区：
石子坡村、长疃村、王家楼村、李家疙瘩村、韩家梁村、槐树沟村、武家沟村、马家湾村、付家湾村、牛家窑村、蛮子营村、东窑沟村、西窑沟村、白家湾村、站庄村、上葫芦村、溪源村、护路湾村、孙家沟村、北黄头村、南黄头村、张家河村、屈庄村、千儿岭村、刘家湾村和平方寺村。